# Persano
Le Persano est une race de chevaux de selle italiens originaire de Campanie au sud de la péninsule.

## Dénomination
Le nom donné à cette race en italien est Persano ou Persana. Il est aussi nommé Salernitano Persano. Le nom de cet race en anglais, selon CAB International, est Salernitana Persian.

## Histoire
La race Persano a été créée dans le royaume des Deux-Siciles, dans une localité homonyme près de Serre, commune de la province de Salerne. La création de la race est du fait de Charles III d'Espagne qui ordonne en 1741 de croiser des étalons turcs avec des juments locales. Dans un décret daté du 31 décembre 1763, Charles III ordonne l'introduction de quelques étalons provenant d'Andalousie afin d'améliorer la race. 

Blason de la province de Naples.

En 1874, les écuries de Persano sont fermées et le troupeau est dispersée ou vendu au public. La maison de Savoie a en effet ordonné la suppression de la race dans le but d'effacer les signes laissés par la maison de Bourbon-Siciles dans le royaume des Deux-Siciles, le cheval persano étant devenu au fil du temps l'un des symboles de la ville de Naples. On retrouve cependant encore sa trace de nos jours dans le blason de la province de Naples où il est représenté cabré surmonté d'une couronne. La race ne disparait cependant pas totalement puisqu'elle est reconstituée vingt-six ans plus tard près de Persano.
En 1900, le gouvernement décide en effet de changer de direction et de reconstruire la race sous le nom de "race gouvernementale de Persano", soit (razza governativa di Persano en italien, à partir des poulinières et des étalons pure race Persano qui ont été vendus à des éleveurs privés et d'un groupe de sujets qu'il avait été acheté par le roi Victor-Emmanuel pour l'entretien de San Rossore.
C'est à cette époque qu'est introduit le croisement avec le Pur-sang anglais, avec le cheval Jubilée venant de Melton, mais aussi avec le sang arabe comme avec le cheval Giacobello, étalon demi-sang arabe d'origine syrienne,.
C'est pourquoi le cheval Persano moderne a un aspect qui rappelle l'anglo-arabe, mais ses caractéristiques morphologiques sont plus complexes.
Depuis toujours, la race a été élevée pour les exigences de la cavalerie. Les chevaux de cette race ont ainsi été les protagonistes de la charge d'Isbuscenskij, qui est la dernière charge de cavalerie classique de l'histoire, et qui a été menée en août 1942 sur le front du Don. Le reggimento Savoia Cavalleria y bat une force d'environ 2000 fantassins sibériens,. Le persano peut donc se vanter d'être l'un des meilleurs chevaux militaires, en ayant été capable d'opérer dans les steppes âpres de la Russie.
Après la Seconde Guerre mondiale, en 1972, la race, soit 246 individus, est transférée au Deposito quadrupedi di Grosseto, une installation de l'armée Italienne, pendant que d'autres sujets sont vendus à des éleveurs privés. Ainsi, le prince Alduino Ventimiglia Lascaris di Monteforte est entré en possession des derniers sujets en race pure, soit environ 70 chevaux.

## Description
La taille du Persano doit être strictement supérieure à 1,50 m au garrot,.
Elle est généralement comprise entre 1,55  et   1,65 m.

### Morphologie
Sa tête est bien proportionnée. Le front est large. Les yeux sont  grands et vifs. Le profil de tête est légèrement concave, suivi par un axe nasal plutôt convexe. Les oreilles sont courtes et bien espacées. L'encolure est musclée, bien attachée en haut et la crinière est longue et fournie. L'épaule est longue et bien inclinée. Son garrot est prononcé. Le dos est court, la ligne dorso-lombaire est de longueur moyenne. La croupe est inclinée, courte et musclée, et plus basse que le garrot. La queue est fournie, d'une bonne longueur et attachée sans trop de hauteur. La poitrine est ample et le thorax profond. Les membres sont fins mais robustes, et les tendons sont résistants. Ses articulations sont larges et bien proportionnées.
Crinière et queue sont épaisses.

### Robe
Le Persano peut présenter une robe baie, alezane, grise ou noire. Les robes rouannes, pie et tachetées ne sont pas admises chez la race.

### Tempérament
Le Persano a un caractère docile et courageux,.

## Utilisations

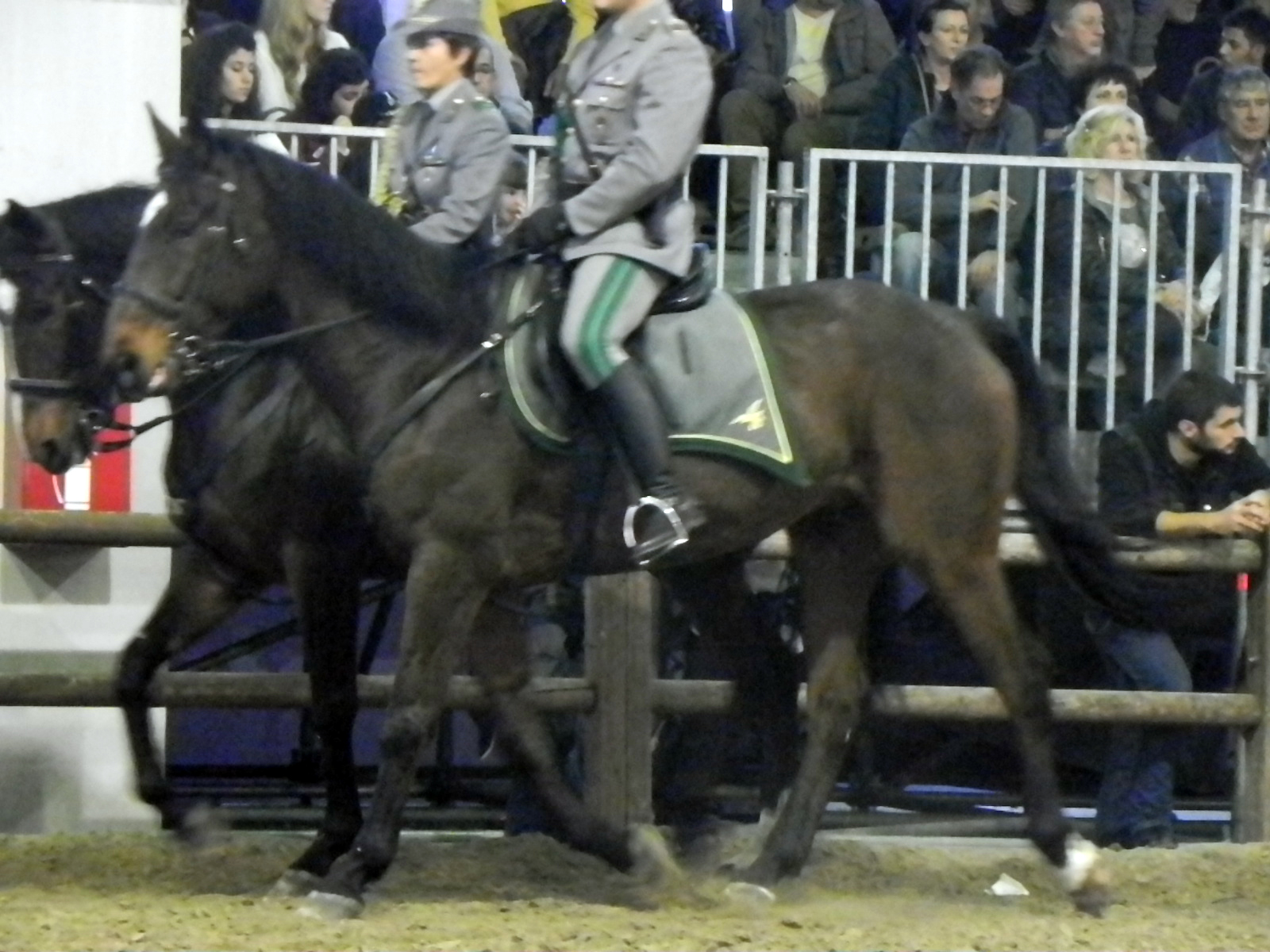
Persano montés lors de la Fieracavalli de 2014.

Le Persano est historiquement une monture militaire. Il était aussi monté pour la chasse à courre.
C'est un cheval de selle particulièrement adapté à la pratique du complet, du dressage et de la haute-école.

## Diffusion de l'élevage
Cette race est propre à la Campanie, en Italie. 
Le Persano est devenu extrêmement rare, avec environ 80 sujets répertoriés en 2012.

### Note
- (it) Cet article est partiellement ou en totalité issu de l’article de Wikipédia en italien intitulé « Persano (cavallo) » (voir la liste des auteurs).